# Tour Bréhon

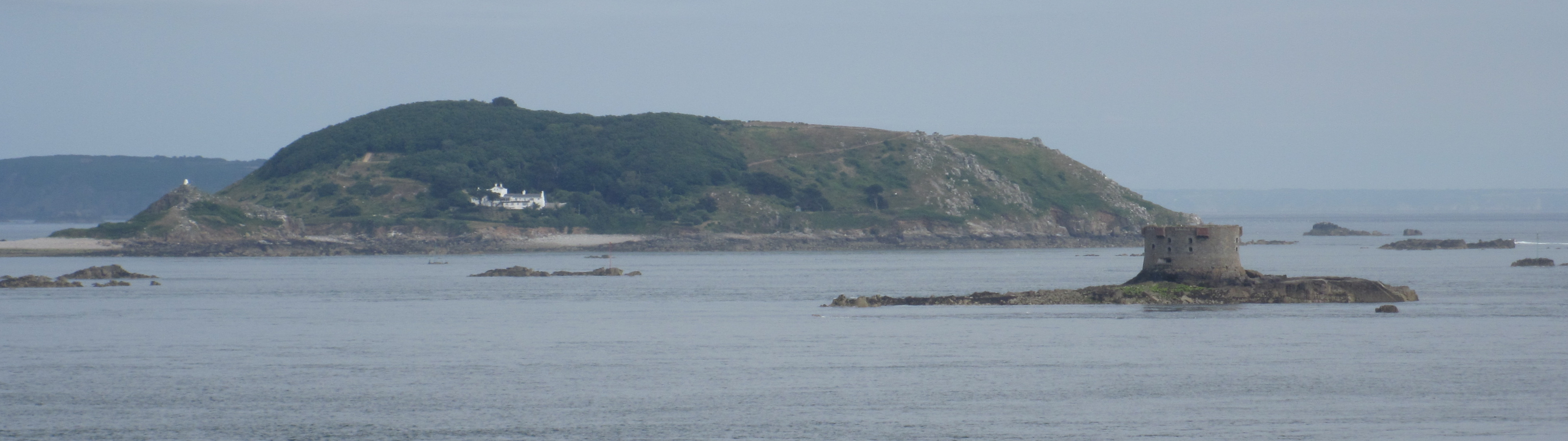
La tour Bréhon et l'île de Jéthou.

La tour Bréhon est une tour Martello qui s'élève au milieu de la passe du Petit Ruau entre les îles Anglo-Normandes de Guernesey d'une part, de Herm et de Jéthou d'autre part.

## Histoire
En 1744, un obélisque fut érigé sur le rocher de Bréhon afin de baliser l'îlot situé au milieu de la passe du Petit Ruau sur la voie navigable directe entre la ville portuaire de Saint-Pierre-Port et l'île de Herm. En 1824, l'obélisque fut remplacé par un premier phare qui s'élevait à treize mètres de hauteur avec une dizaine de mètres de circonférence.
En 1840, le lieutenant-gouverneur de Guernesey, Sir William Francis Patrick Napier, propose la construction d'un fortin militaire sur le rocher de Bréhon. Le rôle de la tour Bréhon était de garder le chenal de navigation entre Guernesey et Herm comme une tour de guet et aider à protéger le port de Saint-Pierre-Port. La construction fut entreprise par Thomas Charles de Putron (1806-1869), un homme d'affaires guernesiais. Les travaux débutèrent en 1854 pour s'achever trois ans plus tard en 1857. La tour est surmontée d'un phare qui émet toutes les quatre secondes un éclair lumineux blanc visible à 19 milles.

## Caractéristiques
La tour mesure entre 20 mètres et 26 mètres de large. Elle s'élève à une dizaine de mètres de haut. Elle fut construite sur le modèle des tours dite Tour Martello. La tour comporte trois niveaux. Le rez-de-chaussée comprend un magasin ou réserve, une salle des coquillages et une citerne d'eau douce. Il y avait aussi des latrines au même niveau, une innovation victorienne. Le premier étage contenait les quartiers d'habitation de la garnison. Le plan initial prévoyait de mettre trois canons lourds sur la plate-forme située au sommet de la tour et cinq petits canons au deuxième étage juste en dessous. Cependant, pendant la construction de la tour, l'armement fut ramené à trois gros canons et deux plus petits, tous placés sur la plate-forme sommitale. Lorsque la garnison de la Royal Artillery essaya les canons pour la première fois, le choc de la déflagration fissura la tour de haut en bas.
Après la Première Guerre mondiale, le fort Bréhon devint obsolète et l'armée britannique confia la tour de guet aux États de Guernesey. Durant la Seconde Guerre mondiale et l'occupation des îles Anglo-Normandes, les Allemands placèrent une batterie anti-aérienne au sommet de la tour Bréhon.